# سحار (نبات)
السِّحَار أو السَّسالي أو الكاشَم (الاسم العلمي: Seseli)، جنس نباتات عشبية معمرة من فصيلة الخيمية.